# Маркетинг в реално време
Маркетингът в реално време е маркетинг, изпълняван „на място“, за да се определи подходящ или оптимален подход към конкретен клиент в определено време и място. Това е форма на прочуване на пазара за целите на входящия (или инбаунд) маркетинг, който търси най-подходящата оферта, с която да привлече клиент и да извърши продажба, обръщайки традиционния изходящ (или аутбаунд) маркетинг, който от своя страна има за цел да придобие подходящи клиенти за дадена „предварително подготвена“ оферта. Динамичното решение тип „точно на време“, което стои зад офертата в реално време, има за цел да се възползва от действията на клиентите, използвайки информация, базирана главно на уебсайт кликове.

## История
Техниките на маркетинга в реално време са разработени в средата на 90-те години след първоначалното внедряване на решения за управление на взаимоотношенията с клиенти (от англ. CRM) в големите банки, предоставящи услуги на търговци на дребно, в инвестиционното банкиране и в телекомуникационните компании. Вътрешният и преобладаващ „тежък“ характер на ключовите доставчици на CRM по това време, които са били съсредоточени върху проекти за интегриране на системите за бек и фронт офис приложения, предоставят възможност на нишовите играчи да се развият в сферата на управление на кампаниите.

## Предоставяне на решения
Прилагането на маркетингови решения в реално време в края на 90-те години обикновено включва 10- до 14-седмичен проект с 1-2 консултанти на пълно работно време и често следва по-ранното изпълнение на техниките на традиционния аутбаунд маркетинг. Този сравнително лек модел за предоставяне на услуги определено е бил привлекателен по отношение на рамката на цикъла на продажбите на доставчика, както и в контекста на поръчките на клиентите, но в крайна сметка се доказва като пречка за нормалните взаимоотношения на големите доставчици на услуги за системна интеграция и продавачите в реално време.

## Визия на маркетинга
С течение на времето за доставчиците на решения, както и за „съзряващите“ клиенти става очевидно, че „традиционните“ изходящи и възникващи входящи маркетингови инициативи, трябва да бъдат консолидирани в рамките на съгласувана и координирана стратегия за маркетинг на предприятията. Поради тази причина в началото на 21 век се появява вид маркетингово приложение, известно като управление на маркетинговите ресурси (MRM – marketing resource management), което „стои“ над маркетинга в реално време, макар и в доста приспособен и специфичен за изпълнението модел. Същността на тази абстракция е, че MRM приложението ръководи стратегията, подписването на договори от заинтересованите страни, бюджетирането, планирането на програми, изпълнението на кампаниите и ефективността на инбаунд маркетинга в реално време, както и на традиционния маркетинг.

## Неизпълнено обещание
Терминът „маркетинг в реално време“ има потенциалната слабост за самоограничаване на способността на сървъра за вземане на решения за продажба, въпреки че тази конкретна функция обикновено е най-належащият аспект от класа приложения. Поради тази причина доставчиците на маркетинг в реално време започват сами да ребрандират продуктите си, за да предложат по-цялостно оценяване на управлението на решението за взаимодействие на предприятието.
В някои отношения тези ранни въведения на маркетинга в реално време по отношение на клиентите са изпреварили времето си, въпреки признатото реализиране на приходи от първите усвоили техниката на този тип маркетинг.
Хостваните маркетингови решения в реално време са очевидно и все по-разпространено средство за осигуряване на организационно търсене на този критичен бизнес капацитет. Предизвикателство, което все още стои пред доставчиците на решения в реално време, е напълно да убедят корпоративните клиенти, че профилът на клиентските данни (често включващ до 1000 източника), участващи в процесите на вземане на решения и насочване, е напълно защитен. Вече се появяват „частни“ облачни решения, заедно с консултантски услуги за управление на „облаците“.
Прогнозите на Gartner за Gartner Top 10 Technologies for 2011 предполагат, че независимо от номенклатурата, маркетингът в реално време ще продължи да се развива, като е изключително важно да се обхванат мобилните платформи, подкрепени от осведомеността на клиентите, местоположението и социалните контакти.